# Réserve naturelle de Bjerkås
La Réserve naturelle de Bjerkås est une réserve naturelle norvégienne qui est située dans la municipalité de Asker dans le comté d'Akershus.

## Description
La réserve naturelle se trouve dans le village de Bjerkås, proche de Slemmestad. La zone a une superficie d'environ 0,204 km2.
Le but de la réserve naturelle est de préserver une zone globale plus large et distincte avec plusieurs types de nature rares au niveau national qui sont représentatifs du paysage cambrien/ordovicien dans l'Oslofjord intérieur. La réserve se compose de deux crêtes calcaires, d'un étang glaciaire et de deux champs plus petits qui forment une unité naturelle. La région est très riche en espèces et c'est ici que se trouve la plus grande occurrence connue de la vesce à feuilles de pois en Norvège. La forêt d'ormes et de tilleuls contient plusieurs espèces de champignons inscrites sur la liste rouge.

## Galerie

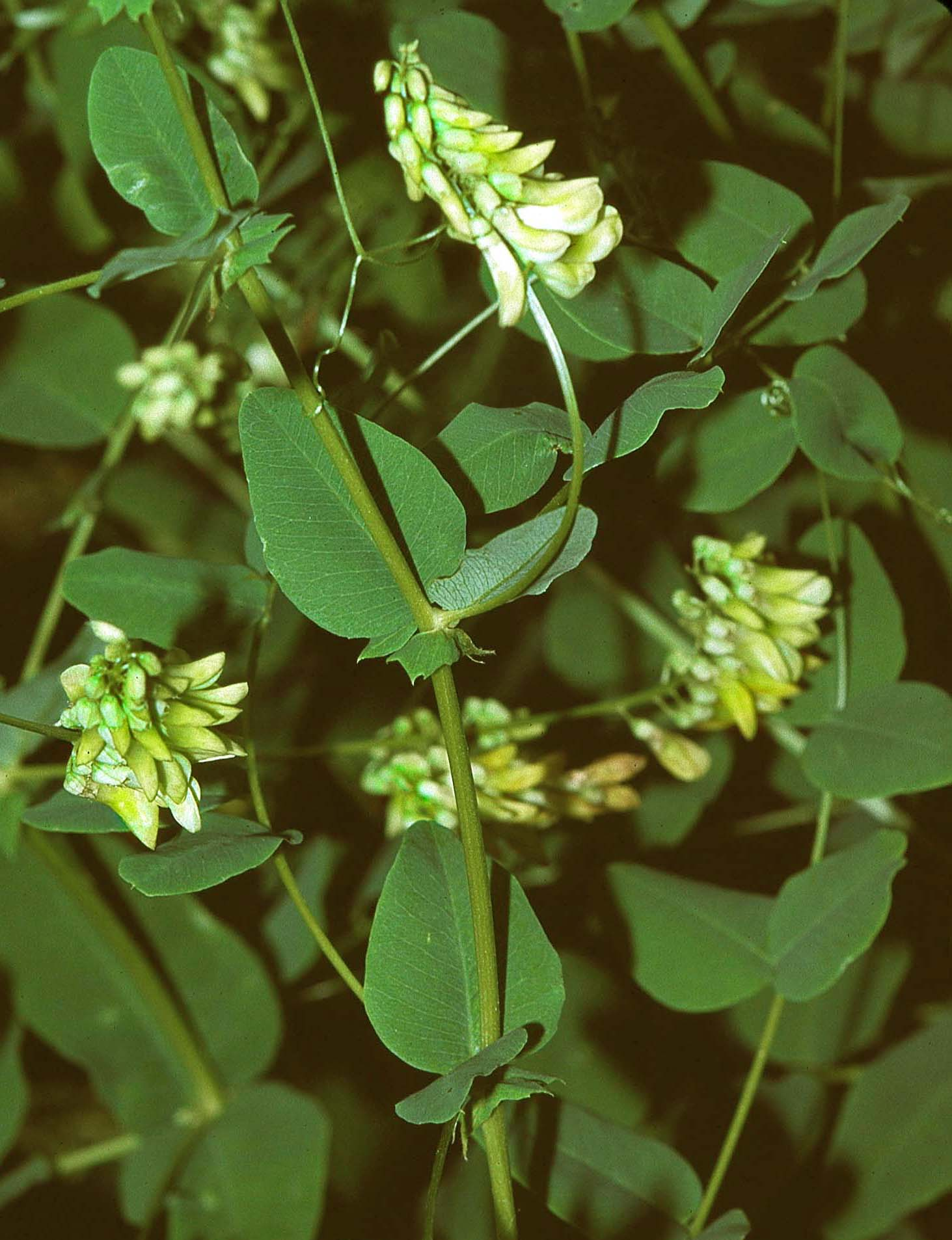
Vesce à feuilles de pois
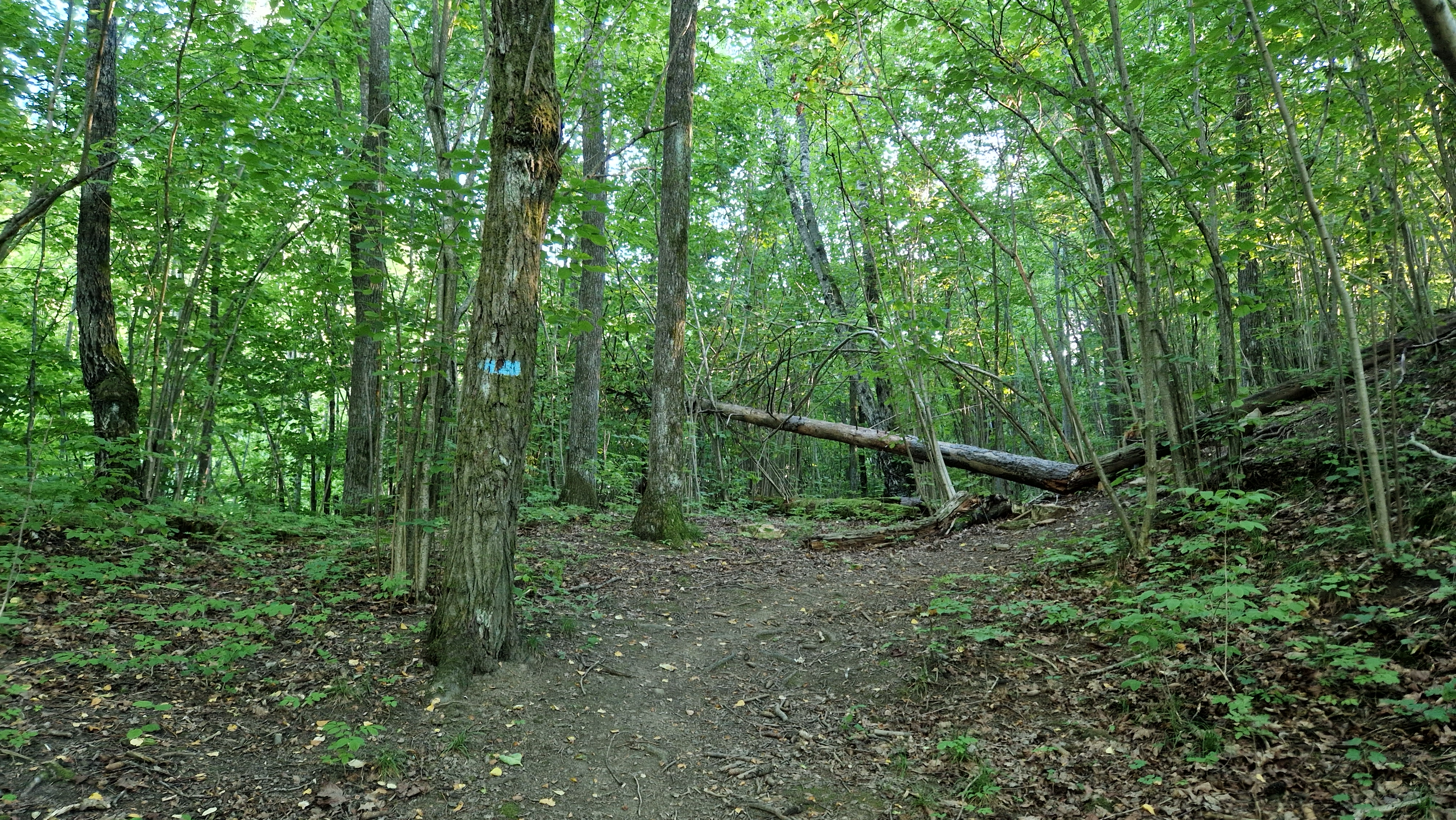
Forêt
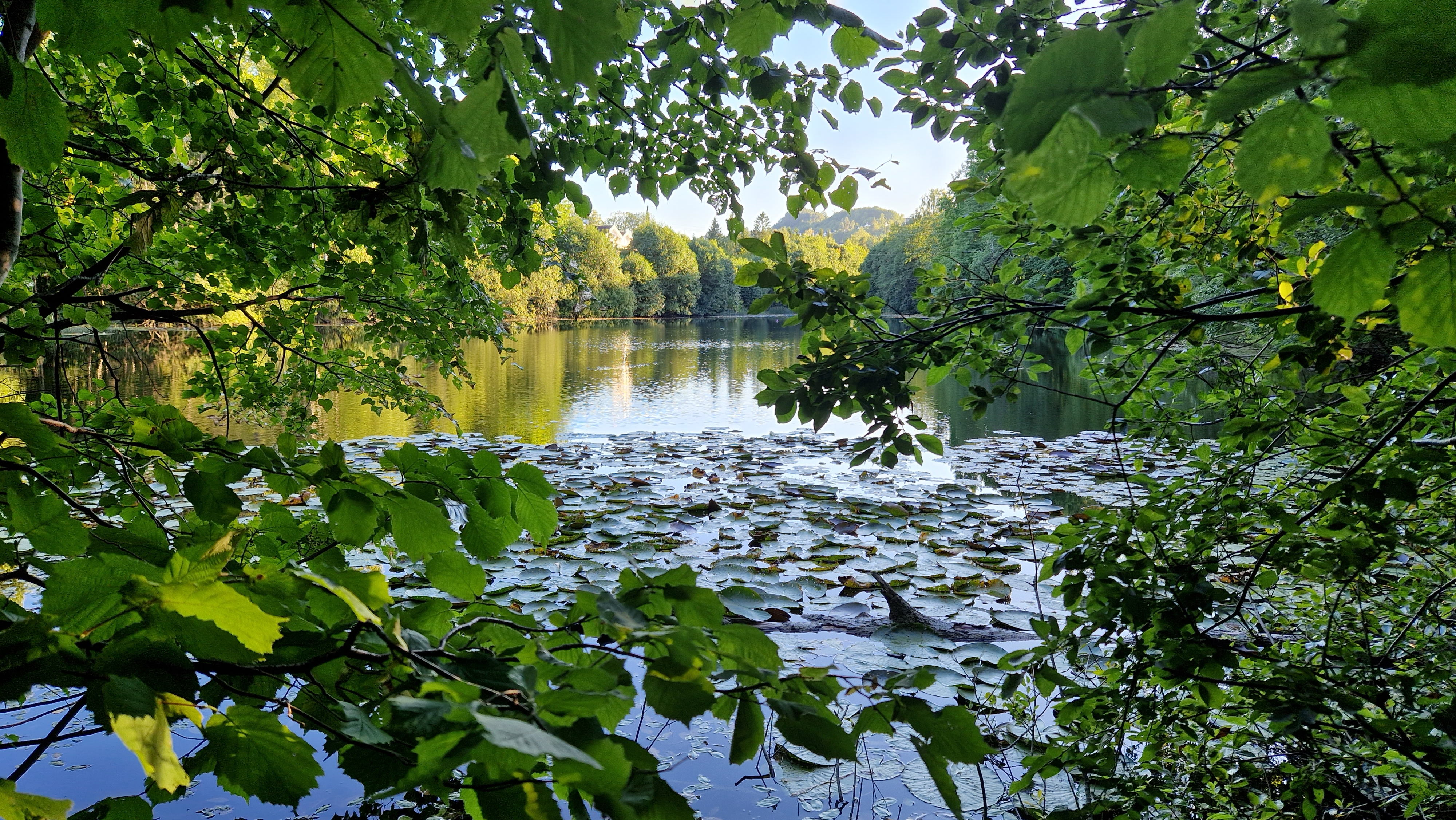
Étang